# Jeff Rona
Pour les articles homonymes, voir Rona.
Jeff Rona est un compositeur de musiques de films américain né le 3 mars 1957 à Los Angeles en Californie. Il était un membre historique du studio Media Ventures.
Jeff Rona est le fondateur et ancien président de la MIDI Manufacturers Association

## Filmographie

### Compositeur

#### Cinéma
- 1994 : Lipstick Camera de Mike Bonifer
- 1996 : Lame de fond (White Squall) de Ridley Scott
- 1997 : Do me a favor de Sondra Locke
- 2000 : Sex and Manipulations (The In Crowd) de Mary Lambert
- 2001 : Hors limites (Exit Wounds) de Andrzej Bartkowiak
- 2003 : Shelter Island de Geoffrey Schaaf
- 2005 : A Thousand Roads de Chris Eyre (cocompositeur avec Lisa Gerrard)
- 2005 : The Quiet de Jamie Babbit
- 2005 : Slow Burn de Wayne Beach
- 2005 : The Deep and Dreamless Sleep de Matthew Harrison
- 2006 : Les Seigneurs de la mer (Sharkwater) de Rob Stewart (documentaire)
- 2007 : Whisper de Stewart Hendler
- 2007 : Jonna's Body, Please Hold de Adam Bluming
- 2008 : Inside (From Inside) de Phedon Papamichael
- 2010 : The Tortured de Robert Lieberman
- 2010 : The Chosen One de Chris Lackey (cocompositeur avec Lisa Gerrard)
- 2013 : Phantom de Todd Robinson
- 2014 : Órfãos do Eldorado de Guilherme Coelho

#### Télévision
- 1993 : Homicide: Life on the Street de Paul Attanasio (série télévisée)
- 1994 : Profession : critique de Al Jean (série télévisée) (cocompositeur avec Alf Clausen)
- 1994 : La Vie à tout prix (Chicago Hope) de David E. Kelley (série télévisée)
- 1995 : Une mort à petites doses (en) (Death in Small Doses) de Sondra Locke (film TV)
- 1996 : High Incident de Dave Alan Johnson (série télévisée)
- 1996 : Profiler de Cynthia Saunders (série télévisée)
- 1997 : Gun de James Steven Sadwith (série télévisée)
- 1997 : Teen Angel de Andy Cadiff (film TV)
- 1997 : Sleepwalkers : Chasseurs de rêves de Stephen Kronish (série télévisée)
- 1998 : L.A. Docs de John Lee Hancock (série télévisée) (musique de Jeff Beal) (thème principal)
- 1998 : Black Cat Run de D. J. Caruso (film TV)
- 1999 : Net Force de Robert Lieberman (film TV)
- 1999 : Mind Prey de D. J. Caruso (film TV)
- 2001 : The Follow de Wong Kar-wai (court métrage)
- 2002 : Dead Zone de Michael Piller (série télévisée)
- 2004 : Little Black Book de Colette Burson (en) (court métrage)
- 2004 : Traffic de Stephen Hopkins (série télévisée)
- 2004 : The Riverman de Bill Eagles (film TV)
- 2004 : Le Choc des Tempetes (Category 6: Day of Destruction)  de Dick Lowry (film TV)
- 2004 : La Prophétie du sorcier (Legend of Earthsea) de Robert Lieberman (film TV)
- 2005 : Urban Legend 3: Bloody Mary de Mary Lambert (film TV)
- 2005 : Hot Properties de Suzanne Martin (série télévisée)
- 2006 : Brotherhood de Blake Masters (série télévisée)
- 2007 : The Gathering de Bill Eagles (série télévisée)
- 2008 : À pleine vitesse (Crash and Burn) de Russell Mulcahy (film TV)
- 2008 : Fear Itself de Mick Garris (série télévisée)
- 2008 : The Closet (court-métrage)
- 2009 : David Whyte: Live in San Francisco (documentaire)
- 2009 : American Renegade: Confessions of a Radical Humanist (documentaire)
- 2010 : Fragged (film TV)
- 2010 : Persons Unknown de Christopher McQuarrie (série télévisée)
- 2012 : Eden (court-métrage)
- 2012 : The Ropes (série télévisée)
- 2013 : Generation Iron (documentaire)
- 2014 : Dominion de Vaun Wilmott (série télévisée) (1 episode)

#### Jeu vidéo
- 2009 : God of War III (cocompositeur avec Gerard Marino, Cris Velasco, Ron Fish,Mike Reagan

#### Musique classique
- 2008 : Symphonic poem (composé pour l'épreuve de Voile aux Jeux olympiques de 2008 à Qingdao

### Musiques additionnelles
- 1991 : Kafka de Steven Soderbergh (musique de Cliff Martinez) (musiques additionnelles)
- 1992 : Black Magic de Daniel Taplitz (film TV) (musique de Cliff Martinez) (musiques additionnelles)
- 1992 : Toys de Barry Levinson (musique de Hans Zimmer) (musiques additionnelles)
- 1994 : Le Roi lion de Roger Allers (musique de Hans Zimmer) (musicien)
- 1995 : Sensation de Brian Grant (musique de Arthur Kempel) (musiques additionnelles)
- 1995 : Traque sur Internet de Irwin Winkler (musique de Mark Isham) (musiques additionnelles et programmation)
- 1995 : Assassins de Richard Donner (musique de Mark Mancina) (musiques additionnelles)
- 1996 : Le Fan de Tony Scott (musique de Hans Zimmer) (musiques additionnelles)
- 1996 : Schizopolis de Steven Soderbergh (musique de Cliff Martinez) (musiques additionnelles) (non crédité)
- 1998 : La Ligne rouge de Terrence Malick (musique de Hans Zimmer) (musiques additionnelles)
- 1998 : Le Prince d'Égypte de Steve Hickner (musique de Hans Zimmer) (conducteur et arrangements)
- 1999 : 50 degrés Fahrenheit de Hugh Johnson (musique de Hans Zimmer et John Powell) (musiques additionnelles)
- 1999 : Le Match du siècle de Mick Davis (musique de Harry Gregson-Williams) (musiques additionnelles)
- 2000 : Mission impossible 2 de John Woo (musique de Hans Zimmer) (musiques additionnelles)
- 2000 : Gladiator de Ridley Scott (musique de Hans Zimmer et Lisa Gerrard) (musiques additionnelles)
- 2000 : Morceaux choisis d'Alfonso Arau (musique de Ruy Folguera) (musiques additionnelles)
- 2000 : Traffic de Steven Soderbergh (musique de Cliff Martinez) (musiques additionnelles, programmeur et orchestrateur)
- 2002 : La Prophétie des ombres de Mark Pellington (musique de Tom Hajdu) (musiques additionnelles)
- 2002 : La Chute du faucon noir de Ridley Scott (musique de Hans Zimmer) (musiques additionnelles)
- 2005 : Cyclone Catégorie 7 : Tempête mondiale de Dick Lowry (film TV) (musique de Joseph Williams) (musiques additionnelles)